# Herostratos
Herostratos (Oudgrieks: Ἡρόστρατος; Latijn: Herostratus)( ? - 356 v.Chr.) was een Griekse misdadiger die in 356 v.Chr. brandstichtte in de Tempel van Artemis te Efeze. Zijn motief voor de brandstichting was het verwerven van eeuwige roem. In het Nederlands heeft de term 'herostratisch' daarom ook wel de betekenis van 'zeer eerzuchtig'. Bovendien wordt Herostratos beschouwd als de eerste terrorist.

## Brandstichting bij de tempel van Artemis

### De tempel

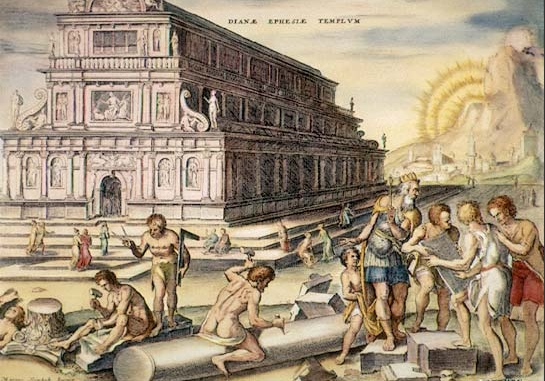
De tempel van Artemis in Efeze, zoals voorgesteld door de Nederlandse kunstschilder Maarten van Heemskerck (1498 - 1574)

In zijn zoektocht naar roem besloot Herostratos op 21 juli 356 v.Chr. brand te stichten in de tempel van Artemis te Efeze. De tempel was opgericht ter ere van Artemis en werd beschouwd als een van de zeven wereldwonderen. De plaats van de tempel was zeker sinds de bronstijd al een sacrale plek en in de 7e eeuw v.Chr. was een eerdere tempel op dezelfde plaats al verloren gegaan als gevolg van een overstroming.

### De brandstichting
Herostratos was vermoedelijk een eenzame jongeman van lage afkomst die zijn leven betekenis wilde geven door het plegen van een uiterst shockerende misdaad. Kort nadat hij brand had gesticht in de tempel werd Herostratos gevangen genomen en vervolgens op een pijnbank gefolterd, waarna hij zijn misdaad bekende. Herostratos gaf aan dat zijn motief het verwerven van eeuwige roem was. Na de bekentenis besloten de Efezische autoriteiten om Herostratos te executeren. Bovendien verboden zij iedere vermelding van zijn naam, om zo de door Herostratos gekoesterde wens te verijdelen. Ondanks dit verbod wordt Herostratos door verschillende antieke historici in verband gebracht met de brand. Theopompus is de eerste die Herostratos vermeldt, maar ook Strabo en Valerius Maximus maken melding van zijn naam.
Dankzij deze vermeldingen is Herostratos dus alsnog in zijn bedoeling geslaagd om met zijn daad, van een onbekend persoon, uit te groeien tot een bekende misdadiger. Door het plegen van een brandstichting die getuigt van een totale minachting voor alle morele en esthetische waarden, heeft Herostratos' naam die van veel van zijn tijdgenoten overleefd. Een schending van deze morele en esthetische waarden woog voor hem minder zwaar dan de ernst van het vooruitzicht om in vergetelheid te raken.

## Receptie
- Adolf Hitler gebruikte het verhaal van Herostratos veelvuldig om de leiders van de Weimarrepubliek en de bolsjewieken weg te zetten als "Kulturherostraten".[9]
- In zijn verzameling novellen Le Mur, wijdt de Franse filosoof Jean-Paul Sartre een verhaal aan Herostratos.[bron?]

## Het syndroom van Herostratos
Naar Herostratos is het "syndroom van Herostratos" vernoemd, een aanduiding voor mensen die een misdrijf plegen, louter met het doel om hierdoor bekend te worden. Het syndroom is gemunt door de auteur Albert Borowitz. Borowitz formuleert zeven punten die een herostraticus kenmerken:
1. Een verlangen naar een zo langdurige en wijdvebreide bekendheid als mogelijk. Typerend is het feit dat de herostraticus het idee heeft dat deze bekendheid alleen middels een misdaad bewerkstelligd kan worden.
2. Het doel van de misdaad is het veroorzaken van collectieve verontwaardiging en daarenboven collectieve gevoelens van onveiligheid en onrust.
3. Een bekend persoon, monument of instituut wordt gekozen als slachtoffer of object van de misdaad. Op deze manier tracht de herostraticus de bekendheid van de door hem of haar gekozen persoon, monument of instituut als het ware te absorberen.
4. De herostraticus gaat veelal gebukt onder gevoelens van eenzaamheid, vervreemding en het idee dat zijn of haar leven nietszeggend is. Deze gevoelens resulteren in een afgunst naar alles wat als succesvoller of prestigieuzer dan zichzelf gezien kan worden.
5. De herostraticus vertoont een zelf-destructieve neiging. Het afleggen van een bekentenis, overdreven medewerking aan de eigen opsporing, het plegen van zelfmoord of zich gewillig neerleggen bij de doodstraf zijn uitingen van deze neiging. Voor de herostraticus is het eventuele restant van zijn leven na het plegen van de misdaad waardeloos. Dit restant wordt als het ware ingeruild voor de levensduur overstijgende bekendheid die begeerd wordt.
6. De herostraticus kan ook uit zijn op pure heiligschennis, afhankelijk van het object wat gekozen wordt voor de misdaad.
7. De hunkering naar beroemdheid kan in combinatie gezien worden met andere persoonlijke of ideologische motieven die de herostraticus aanzetten tot de misdaad.